# Quassia simarouba
Quassia simarouba là một loài thực vật có hoa trong họ Thanh thất. Loài này được L.f. miêu tả khoa học đầu tiên năm 1782.